# 仙侠传之大漠雪
《仙侠传大漠雪》，是《QQ仙侠传》的漫画版，在《漫画SHOW》连载。在2012年1月7日举行了官方漫画版连载登陆的启动仪式和发布会。《QQ仙侠传》则是腾讯的3D大型MMORPG网络游戏。监督是女性漫画家CHRY，以架空的东方仙侠故事为背景，获中国漫画“金龙奖”提名。